# Distretto di Yongchuan
Il distretto di Yongchuan (cinese semplificato: 永川区; mandarino pinyin: Yǒngchuān Qū) è un distretto di Chongqing. Ha una superficie di 1.576 km² e una popolazione di 1.080.000 abitanti al 2006.